# Николаевка (Барвенковская городская община)
Николаевка (укр. Миколаївка), село, 
Григоровский сельский совет,
Изюмский район,
Харьковская область.
Код КОАТУУ — 6320481805. Население по переписи 2001 г. составляет 48 (23/25 м/ж) человек.

## Географическое положение
Село Николаевка находится в небольшой балке, по дну которой протекает пересыхающий ручей, в 0,5 км начинается большое водохранилище (~180 га). В 2-х км на север находится село Петровка.

## Экономика
- В селе есть молочно-товарная ферма.
- Небольшей песчаный карьер